# (74122) 1998 QU54
(74122) 1998 QU54 – planetoida z pasa głównego asteroid okrążająca Słońce w ciągu 4,24 lat w średniej odległości 2,62 j.a. Odkryta 27 sierpnia 1998 roku.